# Hans-Peter Raddatz
Hans-Peter Raddatz (* 18. August 1941 in Koblenz) ist ein deutscher Orientalist und Publizist. Er ist durch seine islamkritischen Schriften hervorgetreten.

## Leben
Nach zweijährigem Wehrdienst studierte Raddatz Orientalistik, Volkswirtschaftslehre und Ethnologie an der Universität Hamburg und der Universität Bonn (u. a. bei der Orientalistin Annemarie Schimmel, damals wissenschaftliche Rätin am Seminar für Orientalische Sprachen bei der Universität Bonn) und promovierte 1967 in Orientalistik bei Otto Spies und Volkswirtschaftslehre an der Universität Bonn. Seine Dissertation „Die Stellung und Bedeutung des Sufyān aṯ-Ṯaurī (gest. 778); ein Beitrag zur Geistesgeschichte des frühen Islam“ war später Grundlage für den von ihm zum Thema verfassten Artikel in der Encyclopaedia of Islam. Ab 1967 arbeitete er für internationale Banken und Firmen u. a. im Nahen Osten und den USA.

## Positionen
Im Herbig-Verlag veröffentlichte Raddatz seit 2001 eine Reihe von Büchern, in denen er eine kritische Betrachtung des Islam und der westlichen Gesellschaft einfordert. Er tritt im In- und Ausland sowie im Rundfunk auf und publiziert auch in Printmedien. Ebenso ist der parteilose Raddatz in der Politikberatung tätig.
Er fordert von den Muslimen, die Trennung von Religion und Staat, das staatliche Gewaltmonopol und die Gleichberechtigung der Frau anzuerkennen. Nur so könnten Muslime mit Nichtmuslimen in der Demokratie koexistieren. Er fordert Muslime in der islamischen und der westlichen Welt auf, das Recht des Individuums anzuerkennen, aus der religiösen Gemeinschaft auszutreten (negative Religionsfreiheit). Zugleich fordert er eine Einschränkung der Religionsfreiheit in Deutschland: Jene „schariatischen Teile“ des Islam, die dem Grundgesetz widersprächen, dürften nicht unter den Schutz des Artikels 4 GG (Religionsfreiheit) fallen. Er spricht von einer „Lex Islam“ und fordert eine grundsätzliche Überprüfung dieses Artikels, da bei dessen Formulierung nicht an Religionen gedacht worden sei, die auf einer eigenen Staatsordnung beruhten, die Religionsfreiheit ablehnten und darauf abzielten, die Rechtsordnung zu beseitigen, der sie ihre freie Ausübung verdankten.
Raddatz war 2001 Mitunterzeichner eines Appells, der sich gegen die Entlassung des rechtskonservativen Oberleutnants der Reserve, Götz Kubitschek, aus der Bundeswehr wandte. Kubitschek waren Veröffentlichungen in der Jungen Freiheit und andere Publikationen vorgeworfen worden, die aufgrund ihrer darin deutlich gewordenen politischen Haltung dessen Verbleib in der Bundeswehr untragbar werden ließen.
Raddatz kritisiert den Dialog von Politikern, Kirchenvertretern und Universitäten mit Muslimen. Dem verstorbenen Papst Johannes Paul II. warf er vor, er sei „theosophisch konditioniert“ und habe versucht, an die Stelle der katholischen Kirche eine Mischreligion „Chrislam“ zu setzen. Als Begründung führte er an, dass Johannes Paul II. 1986 und 2002 Geistliche verschiedener Religionen, darunter auch muslimische, zu Weltgebetstagen nach Assisi eingeladen hatte. Im Juni 2006 publizierte Raddatz in „Die Neue Ordnung“ den Artikel „Assisi und zurück“, in dem er Johannes Paul II. mit Benedikt XVI. verglich und die Kritik des Letzteren am Islam lobte.

## Rezeption
Die von Raddatz vorgebrachten Erklärungsansätze und Thesen sowie seine Methodik werden von manchen Islamwissenschaftlern kritisiert.
Udo Steinbach, damaliger Direktor des Deutschen Orient-Institutes, sagt über Raddatz: „Er sucht sich das heraus, was an Militanz im Islam auch vorhanden ist, und stellt dies als den Islam heraus. Ich sehe ihn nicht nur als islamkritisch, sondern geradezu als islamfeindlich.“
Werner Schiffauer, Kulturanthropologe in Frankfurt (Oder), meint: „Seine Arbeit wird der Komplexität des Islams nicht gerecht, er arbeitet zu ungenau. Ich begreife ihn als Autor, der auf die Dramatisierung der Lage setzt.“
Werner Hübsch, damaliger Leiter des Referats für Interreligiösen Dialog im Erzbistum Köln kritisierte den dogmatischen Ansatz Raddatz’. Für diesen schlössen sich Wahrheit und Dialog gegenseitig aus, „der Dialog mit anderen Religionen erscheint in dieser Sicht als Verrat an der Wahrheit des Glaubens“.
Umfassend hat sich Christian Troll S.J. von der katholischen Philosophisch-Theologischen Hochschule Sankt Georgen in Frankfurt am Main mit Raddatz’ Werk Von Gott zu Allah? Christentum und Islam in der liberalen Gesellschaft auseinandergesetzt. Troll kommt unter anderem zu folgendem Schluss: „Hans-Peter Raddatzs Sicht der sozialen und intellektuellen Geschichte der muslimischen Völker ist einseitig systemorientiert und essenzialistisch. Wenn es einerseits durchaus sinnvoll und berechtigt erscheint […], die normativen und systemischen Aspekte gebührend zu berücksichtigen, […] so wichtig ist es, gleichzeitig immer wieder die Vielfalt und die unvorhersehbaren Möglichkeiten im Auge zu behalten, die den gelebten Islam der Muslime kennzeichnen. […] Es geht nicht an, die Vielfalt muslimischer Verwirklichungen und Umsetzungen, die sich aus ein und demselben Korpus formativ-normativer Grundquellen speisen, einfach der Oberfläche zuzuschreiben, während man den Kern des Islam – als sozusagen eine abstrahiert islamische Essenz – zum unveränderlichen und jeglichem Dialog entzogenem Wesen dieser Religion und Kultur dekretiert.“
Der Islamwissenschaftler Martin Riexinger hat sich ebenfalls näher mit Raddatz’ Schriften befasst. In einem wissenschaftlichen Beitrag wirft er ihm vor: „In der Gesamtschau überwiegen jedoch unhaltbare Behauptungen und Unterstellungen, sowohl mit Bezug auf die islamische wie die westliche Geschichte. […] Die Angriffe von Raddatz auf den Islam sind Teil eines Antiliberalismus, der jenem der Islamisten durchaus ähnelt.“ Zudem beschreibt er in diesem Artikel unter anderem auf „Unwissen“ zurückzuführende sachliche Fehler in dessen Argumentationen.
Der Islamwissenschaftler Tilman Nagel schätzte Raddatz’ 2001 veröffentlichtes Buch Von Gott zu Allah? Christentum und Islam in der liberalen Fortschrittsgesellschaft folgendermaßen ein: „Der Spezialist für das eine oder andere Gebiet, das Raddatz zwangsläufig mit großen Schritten durchmessen musste, wird finden, dass man diese oder jene Einzelheit anders gewichten könnte. Man muss dem Verfasser aber zugutehalten, dass trotz zahlloser „interkultureller“ Symposien, trotz der Einrichtung von Studiengängen für „interkulturelle Didaktik“ usw. eine wissenschaftlichen Standards genügende vergleichende Kultur- und Gesellschaftsgeschichte Westeuropas und der islamischen Welt noch fehlt. Raddatz kennt sich auf beiden Gebieten aus und hat dank seines islamwissenschaftlichen Studiums Zugang auch zum islamischen Schrifttum. Daher steht der Vergleich im ganzen auf einem soliden Fundament und sollte die Dialogfreunde beider Seiten zu weiterführenden Überlegungen anregen. … Wie wäre es, wenn die Dialogfreunde doch einmal innehielten und über sich selber und ihr Tun nachdächten? Dem Buch von Raddatz könnten sie wertvolle und fundierte Anregungen hierfür entnehmen!“

## Publikationen
- Die Stellung und Bedeutung des Sufyān al-Thawrī, ein Beitrag zur Geistesgeschichte des frühen Islam. Dissertation an der Universität Bonn 1967.
- Frühislamisches Erbrecht. In: Die Welt des Islams, 13, Brill (Verlag), Leiden 1971.
- Von Gott zu Allah? Christentum und Islam in der liberalen Fortschrittsgesellschaft. Herbig-Verlag, München 2001, 3., überarbeitete Auflage 2005, ISBN 3-7766-2212-1
- Von Allah zum Terror? Der Djihad und die Deformierung des Westens. Herbig, München 2002, ISBN 978-3-7766-2289-8
- Allahs Schleier – die Frau im Kampf der Kulturen. Herbig, München 2004, ISBN 3-7766-2366-7.
- Die türkische Gefahr? Risiken und Chancen. Herbig, München 2004, ISBN 3-7766-2392-6.
- Allahs Frauen – Djihad zwischen Scharia und Demokratie. Herbig, München 2005, ISBN 3-7766-2448-5.
- Iran – Persische Hochkultur und irrationale Macht. Herbig, München 2006, ISBN 978-3-7766-2488-5.
- Allah und die Juden – Die islamische Renaissance des Antisemitismus. wjs, Berlin 2007, ISBN 978-3-937989-26-6.
- Allah im Wunderland: Geld, Sex und Machteliten. Western Orient Institute 2009, ISBN 978-3-00-026269-2.
- als Übersetzer und Kommentator: Bat Yeʾor: Europa und das kommende Kalifat. Der Islam und die Radikalisierung der Demokratie (Original: Europe, globalization, and the coming universal caliphate, 2011). Duncker & Humblot, Berlin 2013, ISBN 978-3-428-13831-9.